# Salukis de Southern Illinois
Les Salukis de Southern Illinois (en anglais : Southern Illinois Salukis) sont un club omnisports universitaire de la Southern Illinois University Carbondale à Carbondale (Illinois). Les équipes des Salukis participent aux compétitions universitaires organisées par la National Collegiate Athletic Association. Southern Illinois fait partie de la division Missouri Valley Conference et l'équipe de football américain évolue en la Missouri Valley Football Conference.
L'équipe masculine de basket-ball des Salukis fut championne de sa conférence en 1977, 1993, 1994, 1995 et 2006 et atteint les huitièmes de finale (sweet 16) du championnat NCAA de basket-ball 2007. L'équipe féminine enleva le titre de conférence en 1987 et 1990.
En football américain, les Salukis furent champion de la Gateway Conference en 2003 (titre partagé), 2004 et 2005 (titre partagé).